# Arkas Spor Kulübü 2021-2022 (pallavolo maschile)
Questa voce raccoglie le informazioni riguardanti l'Arkas Spor Kulübü nelle competizioni ufficiali della stagione 2021-2022.

## Stagione
L'Arkas Spor Kulübü partecipa alla stagione 2021-22 senza alcuna denominazione sponsorizzata.
In Efeler Ligi ottiene in quarto posto in regular season, che vale la qualificazione per i play-off scudetto, dove esce sconfitto sia in semifinale che nella finale per il terzo posto, chiudendo in quarta posizione; si aggiudica invece la terza Coppa di Turchia della propria storia.
In ambito europeo è di scena in Coppa CEV, dove non va oltre i sedicesimi di finale.

## Organigramma societario
Area direttiva
- Presidente: Lucien Arkas

Area tecnica
- Allenatore: Glenn Hoag
- Allenatore in seconda: João Paulo Bravo
- Assistente allenatore: Atilla Öztire
- Scoutman: Sedat Şanlı

## Rosa
| N° | Nome             | Ruolo | Data di nascita   | Nazionalità sportiva |
| -- | ---------------- | ----- | ----------------- | -------------------- |
| 1  | Ulaş Kıyak       | P     | 11 agosto 1981    | Turchia              |
| 2  | Batuhan Avcı     | S     | 2 agosto 2000     | Turchia              |
| 4  | Nicholas Hoag    | S     | 19 agosto 1992    | Canada               |
| 5  | Burak Çevik      | L     | 14 febbraio 1997  | Turchia              |
| 6  | Enis Ay          | P     | 2 maggio 2000     | Turchia              |
| 7  | Mirza Lagumdžija | S     | 18 maggio 2001    | Turchia              |
| 8  | Burutay Subaşı   | S     | 15 luglio 1990    | Turchia              |
| 9  | Efe Mandıracı    | S     | 1º aprile 2002    | Turchia              |
| 10 | Daniel McDonnell | C     | 15 settembre 1988 | Stati Uniti          |
| 11 | Halit Kurtuluş   | C     | 26 giugno 2002    | Turchia              |
| 12 | Bertuğ Öndeş     | C     | 26 ottobre 1996   | Turchia              |
| 13 | Gabriel Cândido  | O     | 18 settembre 1996 | Brasile              |
| 17 | Caner Dengin     | L     | 15 dicembre 1987  | Turchia              |
| 19 | Erhan Hamarat    | O     | 1º luglio 2001    | Turchia              |
| 20 | Mustafa Cengiz   | C     | 29 maggio 1998    | Turchia              |

## Statistiche

### Statistiche di squadra
| Competizione     | Punti | In casa | In casa | In casa | In trasferta | In trasferta | In trasferta | Totale | Totale | Totale |
| Competizione     | Punti | G       | V       | P       | G            | V            | P            | G      | V      | P      |
| ---------------- | ----- | ------- | ------- | ------- | ------------ | ------------ | ------------ | ------ | ------ | ------ |
| Efeler Ligi      | 53    | 15      | 11      | 4       | 16           | 8            | 8            | 31     | 19     | 12     |
| Coppa di Turchia | -     | 0       | 0       | 0       | 1            | 1            | 0            | 6      | 6      | 0      |
| Coppa CEV        | -     | 2       | 2       | 0       | 2            | 1            | 1            | 4      | 3      | 1      |
| Totale           | -     | 17      | 13      | 4       | 19           | 10           | 9            | 41     | 28     | 13     |

G = partite giocate; V = partite vinte; P = partite perse

### Statistiche dei giocatori
| Giocatore     | Campionato | Campionato | Campionato | Campionato | Campionato | Coppa di Turchia | Coppa di Turchia | Coppa di Turchia | Coppa di Turchia | Coppa di Turchia | Coppa CEV | Coppa CEV | Coppa CEV | Coppa CEV | Coppa CEV | Totale | Totale | Totale | Totale | Totale |
| Giocatore     | P          | PT         | AV         | MV         | BV         | P                | PT               | AV               | MV               | BV               | P         | PT        | AV        | MV        | BV        | P      | PT     | AV     | MV     | BV     |
| ------------- | ---------- | ---------- | ---------- | ---------- | ---------- | ---------------- | ---------------- | ---------------- | ---------------- | ---------------- | --------- | --------- | --------- | --------- | --------- | ------ | ------ | ------ | ------ | ------ |
| B. Avcı       | 21         | 7          | 5          | 2          | 0          | 3                | 13               | 9                | 3                | 1                | 4         | 8         | 6         | 1         | 1         | 28     | 28     | 20     | 6      | 2      |
| E. Ay         | 21         | 6          | 1          | 3          | 2          | 4                | 0                | 0                | 0                | 0                | 4         | 0         | 0         | 0         | 0         | 29     | 6      | 1      | 3      | 2      |
| G. Cândido    | 31         | 453        | 378        | 48         | 27         | 6                | 96               | 79               | 11               | 6                | 4         | 68        | 55        | 11        | 2         | 41     | 617    | 512    | 70     | 35     |
| M. Cengiz     | 30         | 144        | 73         | 58         | 13         | 6                | 35               | 22               | 9                | 4                | 4         | 26        | 17        | 7         | 2         | 40     | 205    | 112    | 74     | 19     |
| B. Çevik      | 9          | 0          | 0          | 0          | 0          | 1                | 0                | 0                | 0                | 0                | 4         | 0         | 0         | 0         | 0         | 14     | 0      | 0      | 0      | 0      |
| C. Dengin     | 31         | 0          | 0          | 0          | 0          | 6                | 0                | 0                | 0                | 0                | 4         | 0         | 0         | 0         | 0         | 41     | 0      | 0      | 0      | 0      |
| E. Hamarat    | 2          | 5          | 4          | 0          | 1          | 0                | 0                | 0                | 0                | 0                | 0         | 0         | 0         | 0         | 0         | 2      | 5      | 4      | 0      | 1      |
| N. Hoag       | 31         | 455        | 377        | 31         | 47         | 5                | 79               | 70               | 6                | 3                | 4         | 58        | 47        | 1         | 10        | 40     | 592    | 494    | 38     | 60     |
| U. Kıyak      | 29         | 52         | 9          | 32         | 11         | 6                | 14               | 3                | 11               | 0                | 4         | 8         | 2         | 4         | 2         | 39     | 74     | 14     | 47     | 13     |
| H. Kurtuluş   | 7          | 11         | 8          | 3          | 0          | 1                | 2                | 2                | 0                | 0                | 3         | 4         | 1         | 2         | 1         | 11     | 17     | 11     | 5      | 1      |
| M. Lagumdžija | 29         | 297        | 262        | 24         | 11         | 6                | 52               | 40               | 12               | 0                | 4         | 23        | 19        | 3         | 1         | 39     | 372    | 321    | 39     | 12     |
| E. Mandıracı  | 14         | 213        | 170        | 21         | 22         | 4                | 57               | 45               | 4                | 8                | 3         | 44        | 34        | 7         | 3         | 21     | 314    | 249    | 32     | 33     |
| D. McDonnell  | 27         | 176        | 117        | 38         | 21         | 5                | 31               | 19               | 7                | 5                | 4         | 20        | 13        | 6         | 1         | 36     | 227    | 149    | 51     | 27     |
| B. Öndeş      | 22         | 71         | 40         | 28         | 3          | 5                | 13               | 6                | 6                | 1                | 3         | 4         | 3         | 1         | 0         | 30     | 88     | 49     | 35     | 4      |
| B. Subaşı     | 14         | 128        | 93         | 9          | 26         | 2                | 22               | 17               | 1                | 4                | -         | -         | -         | -         | -         | 16     | 150    | 110    | 10     | 30     |

P = presenze; PT = punti totali; AV = attacchi vincenti; MV = muri vincenti; BV = battute vincenti